# Хадис
Хадис или хадис-и шериф (арап. حديث множина: арап. أحاديث) је поука коју је посланик Мухамед говорио или на неки други начин сугерисао о најразличитијим аспектима људског живота. Унутар ислама ауторитет хадиса као извора верског закона и моралног вођства заузима друго место у односу на Куран (који муслимани држе да је реч Алаха откривену његовом гласнику Мухамед)у). Курански стихови (као што су 24:54, 33:21) налажу муслиманима да опонашају Мухамеда и покоравају се његовим пресудама, дајући религиозни ауторитет хадису. Док је број стихова који се односе на закон у Курану релативно мали, хадиси дају смер о свему од детаља верских обавеза (као што су гусул или абдест прања за намаз молитву), до исправних облика поздрава и важности добронамерности према робовима. Тако је „велика већина” правила Шеријата (исламског закона) изведена из хадиса, а не из Курана.
Хадис је арапска рач за говор, извештај, рачун, наратив.‍:471 За разлику од Курана, сви муслимани не верују да су хадиски записи (или барем не сви хадиси) божанска откривења. Хадиси нису записани од стране Мухамедових следбеника одмах након његове смрти, већ неколико генерација касније, када су прикупљени, сабирани и састављени у велики зборник исламске литературе. Различите колекције хадиса су један од критеријума диференцијације између разних грана исламске вере. Мала мањина муслимана званих куранисти одбацује све хадисе.

## Порекло термина „хадис”
Ова дефиниција хадиса је раширена међу хадиским учењацима. Неки пак сматрају да хадис има општије значење, те се хадисом према њиховом мишљењу називају и изреке Посланикових другова Асхаба и изреке покољења иза њих - табина. Ова употреба је ретка или потпуно одбачена. Понекад би Мухамед називао своје речи хадисом и тиме као да је хтео да укаже на разлику између својих речи и речи које се приписују другима. Отуда се може рећи да је Мухамед, ударио темељ употреби речи хадис у оном значењу које се данас користи.

## Хадиска терминологија

### Сунет
Појам сунет (السّـنـّة), с обзиром на своје филолошко значење, није исто што и хадис, сунет значи: пут, стаза, поступак, метод, начин живота, учење, идеологија итд. Као верски термин сунет означава послаников поступак и начин његовог владања. Сунет понекад означава и целокупне његове хадисе, па се нпр. каже: „први верски извор је Куран, а други сунет”. У овом се смислу често употребљава и реч хадис. У Фикху, сунет означава оно што је вером препоручено и што је лепо чинити, а није строга дужност.

### Хабер
Проучаваоци хадиских научних дисциплина истичу да и појам хабер (الخـبر) није ништа друго до синоним за хадис, чак и поузданији синоним него што је то термин сунет, јер кажу да арапска реч التحـديث (Ел-Мухадис) значи исто што и реч الأخبار (Ел-Ахбар). Ово даље значи да се хадисом означава нешто што се приписује Мухамеду преко континуираног и поузданог ланца преношења. Па ипак они праве разлику између онога ко се бави изучавањем историје и онога ко се бави изучавањем хадиса. Првом су дали име الأخـباريّ (Ел-Ахбари), а другом المحـدّث (Ел-Мухадис). Осим тога, термин хадис и хабер разликују се и по уопштености и посебности, јер је сваки хадис истовремено и хабер, а сваки хабер није и хадис.

### Есер
Стручњаци хадиских дисциплина истичу да је исти случај и са другим стручним термином за хадис, тзв. есер (الأثر), да је и он синоним за хадис, сунет и хабер.

## Историја хадиса
Речи посланика су се за време његовог живота и око стотину година након његове смрти, преносиле искључиво усмено. Муслимански историчари кажу да је Осман ибн Афан трећи халифа, први који је препоручио писање Куран и Хадиса. Данашњу форму, хадиси су добили у време Абасидског халифата. С обзиром на бурна времена грађанских ратова након смрти посланика дужност учењака тог доба је било да испитају веродостојност одређених хадиса који су евентуално дошли од посланика, а који су измишљени из разних разлога. Тада настаје „хадиска наука”.

## Врсте Хадиса
На стотину тридесет шестој страници првог поглавља књиге „Махзен-ул’улум” , која је штампана 1308. по хиџри у Истанбулу, хадиси су подељени и дефинисани на следећи начин:
1. Хадис-и мурсел: су они хадиси шерифи који иду директно од таби’ина до Ресул-и екрема саллаллаху алејхи ве селлем.
2. Хадис-и муснед: су они хадиси који иду од "Таби’ина" (генерација муслимана након Асхаба директно до Мухамеда без помињања иједног од асхаба.
3. Хадис-и муснеђи муттасил: Су они хадиси чији сенед (ланац преносилаца) иде, без прекида, до Мухамеда с.а.в.с. то јесте, у њима не недостаје ни један од преносилаца.
4. Хадис-и муснеђи мункати: Су они хадиси у којима су сви преносиоци (равије) асхаби.
5. Хадис-и мевсул: су они хадиси, од хадис-и муснеђи мутасил, у којима је асхаб пренео хадис рекавши, „Чуо сам Ресулулаха да је рекао.”"
6. Хадис-и мутеватир: су они хадиси које су многи асхаби чули од Мухамеда и које је од њих чуло пуно света и који су записани у књиге, након што су их масовно чули, од особа које не би рекле неистину. Мора се потпуно и без сумње веровати и поштовати мутеватир. Ко не верује постаје кафир.
7. Хадис-и мешхур: су они хадиси који су у другом веку постали чувени иако их је у првом веку [ислама] пренела само једна особа. Дакле, то су хадиси које је од посланика чула само једна особа од које је, касније чуло пуно особа од којих је чуло још више света. Ови хадис-и шерифи су пренесени као мутеватир до задње особе која га је чула. Такође постаје кафир и онај ко не верује мешхур хадис. (Ибни Абидин, 176. страница.)
8. Хадис-и мевкуф: су они хадиси чији преносиоци се ланчано настављају до асхаба у којем асхаб није рекао, „Чуо сам посланика да је рекао” него, „Чуо сам да је посланик рекао.”
9. Хадис-и сахих: су они муснеђи мутасил и мутеватир и мешхур хадиси који су се чули од адил (праведних) особа који су алими у хадиској науци.
10. Хабер-и ахад: су они муснеђи мутасил хадиси које увек преноси једна особа.
11. Хадис-и му’аллак: су они хадиси код којих у ланцу недостаје један равија (преносилац). Мурсел и мункати хадиси су такође муалак.
12. Хадис-и кудси: су они хадиси који имају Алахова значења, али посланиковим речима.
13. Хадис-и кави: је сваки хадис након чијег изговора је проучен ајет.
14. Хадис-и насих: су они хадиси које је изговорио пред крај свог живота.
15. Хадис-и менсух: су они хадиси које је рекао у почетку и који су касније промењени.
16. Хадис-и ам: су хадиси који су речени за сва људска бића.
17. Хадис-и хас: су они хадиси који су речени за само једну особу.
18. Хадис-и хасен: су они хадиси чији су преносиоци познати као садик (искрени) и емин (поуздан, поверљив) али без јаке меморије и разумевања као код оних који преносе сахих хадисе.
19. Хадис-и макту: су хадиси које нам преносе Таби’ини-и чије су равије (преносиоци) до Таби’ина познати.
20. Хадис-и шаз: су хадиси за које нека особа каже да је чула од алима хадиса. Они су усвојени али не могу бити сенед (документи или докази). Они се не примају ако алим није мешхур (чувен, добро познат).
21. Хадис-и гариб: је сваки хадис сахих који на крају преноси само једна особа. Или, то је хадис у којем се алим хадиса супроставља једном од преносилаца.
22. Хадис-и за’иф: су хадиси који нису ни сахих ни хасен. Један од њихових преносилаца има слабу меморију или адалет (праведност) или постоји сумња у његов и’тикад (веровање).
23. Хадис-и мухкем: су они хадиси којима није потребно тумачење.
24. Хадис-и мутешабих: су они хадиси којима је потребно тумачење.
25. Хадис-и мунфасил: су они хадиси у чијем је ланцу заборављено више од једног равије (преносиоца).
26. Хадис-и мустефиз [мустефид]: је сваки хадис који има више од три преносиоца.
27. Хадис-и муддариб: су они хадиси који се односе на ауторе књига преко разних неподударних начина.
28. Хадис-и мердуд: је реч која не носи никакво значење нити и један од шартова (услова) казивања хадиса.
29. Хадис-и муфтери: су подметнути, измишљени хадиси.
30. Хадис-и мевду: је претходно објашњено.
31. Есер: значи мевкуф и макту хадис или мерфу хадис који преноси дову.[12][13][14]

## Најпознатије хадиске збирке
Најпознатије збирке хадиса међу Сунитским муслиманима (којима припада Ханифијски мезхеб, а који је званични мезхеб у Босни и Херцеговини), су шест такозваних „Кутубу сите” (шест веродостојних хадиских збирки).
Те збирке су:
- Сахих Бухари الجامع الصحيح
- Сахих Муслим صحيح مسلم
- Сунен Несаија السنن الصغرى
- Сунен Ебу Давуд سُنن أبو داوود
- Тирмизијин Сунен جامع الترمذي
- Сунен ибн Маџе سُنن ابن ماجه
- „Мувета” имама Малика الموطأ